# Vibra São Paulo
Vibra São Paulo (conosciuto in passato come Credicard Hall, Citibank Hall e UnimedHall) è un teatro della città di San Paolo, in Brasile. È stato aperto nel gennaio del 2000, con una capacità di circa 7 000 posti a sedere. È considerato non soltanto uno degli impianti più grandi del Brasile, ma anche uno dei più grandi in America Latina. I diritti di denominazione per la sede sono detenuti da Citigroup di proprietà di Credicard operatore di carte di credito fin dalla sua apertura.
La sessantesima edizione di Miss Universo ebbe luogo il 12 settembre 2011 presso la sala.
Nel corso della sua carriera, la cantante italiana Laura Pausini si è esibita complessivamente in dodici diversi concerti alla Credicard Hall.